# Mithra Jin

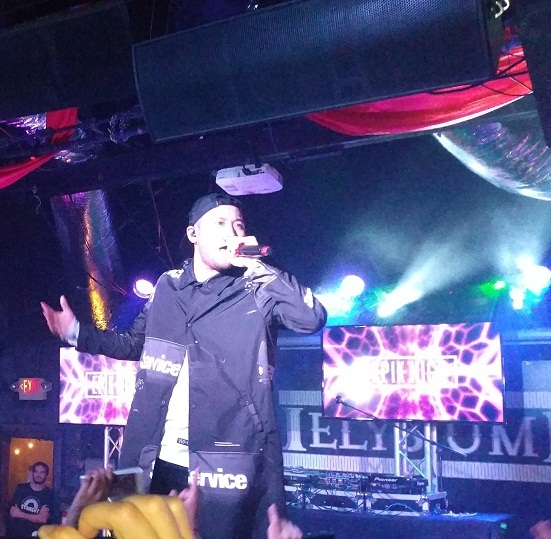
Mithra Jin no K-Pop Night Out at SXSW 2015

Choi Jin (em coreano: 최진; nascido em 6 de janeiro de 1983) mais conhecido pelo nome artístico Mithra Jin (em coreano: 미쓰라 진), é um músico, rapper, compositor e letrista sul-coreano. Ele é integrante do grupo de hip-hop sul-coreano Epik High.

## Biografia
Mithra era originalmente um poeta, cujos poemas também trabalhou como rimas. Em seguida, ele fez a sua estréia no grupo denominado K-Ryders, que incluia J-Win, DJ D-Tones e Kyung Bin. K-Ryders ativamente levou a um concerto em um metrô coreano em torno da década de 2000 e teve disband em 2002, devido os motivos pessoais dos membros. Ele era um MC em parques públicos e leituras de poesia, foram os primeiros lugares onde ele conheceu Tablo, um dos membros de seu eventual grupo Epik High.
Em 3 de agosto de 2010, Mithra Jin se alistou para o serviço militar obrigatório, ele entrou na reserva 102 em Chuncheon, em seguida, então como um soldado do rifle da infantaria, um membro da banda militar e um soldado do partido republicano e finalmente na agência dos meios da defesa (DEMA). Ele foi demitido pelo Ministério da Defesa em Yongsan-gu, Seul, em 14 de Maio de 2012. 
Em 2012, foi revelado DJ Tukutz & Mithra Jin não eram mais da gravadora Woollim Entertainment. Por volta de junho/julho várias sugestões foram dadas para o possível comeback Epik High no segundo semestre do ano, como o YG Entertainment Stock Report, um tweet de um designer de moda que disse que eles estão fazendo os trajes para o comeback de Epik High sob YG Entertainment e um tweet de Jerry K para Tablo que disse que ele está antecipando o novo álbum do Epik High.
Em 25 de julho de 2012, a YG anunciou oficialmente que Epik High faria seu comeback com o álbum "99" em setembro, após um hiato de três anos como um grupo. 
Em 22 de dezembro de 2014 foi revelado que ele estava namorando a atriz Kwon Da-hyun. 
Mitra Jin e Kwon Da-hyun se casaram no dia 2 de outubro de 2015. 

## Referência
1. ↑  «KPOP NEWS - Epik High's Mithra Jin Released from Army | Mwave». mwave.interest.me (em inglês). Consultado em 10 de fevereiro de 2017
2. ↑  «Epik High to return this September | allkpop.com». allkpop
3. ↑  deedeegii (22 de dezembro de 2014). «Epik High's Mithra Jin and Actress Kwon Da Hyun Go Public with Their Relationship». Soompi. Consultado em 10 de fevereiro de 2017
4. ↑  leejojoba (3 de outubro de 2015). «Epik High's Mithra Jin and Kwon Da Hyun Have a Star-Studded Wedding». Soompi. Consultado em 10 de fevereiro de 2017